# Robert de Dampierre
Robert Gaston Marie Aymar de Dampierre (* 4. Dezember 1888 in Orléans, Département Loiret; † 18. August 1974 in Grasse) war ein französischer Diplomat.

## Leben
Robert-Gaston-Marie Aymar de Dampierre war der Sohn von Jeanne Louise Basset de Châteaubourg (* 1854; † 1922) und Éric de Dampierre (* 1851; † 1927). Er trat vor dem Ersten Weltkrieg in den Auswärtigen Dienst ein und war Attaché an der Gesandtschaft in Wien. 1917 wurde er Gesandtschaftssekretär in Tokio. Am 27. September 1920 heiratete er Catherine D’Ollone (* 1896; † 1926).
Von 1924 bis 1929 wurde er in Rom zum Gesandtschaftsrat befördert, wo er ab 1929 das Exequatur des Konsuls hatte und im Juli 1933 als Geschäftsträger fungierte. Vom 13. Mai 1936  bis zum 26. August 1937 war er Gesandter in Belgrad, vom 26. August 1937 bis zum 9. März 1940 Gesandter in Ottawa, vom 9. März bis zum 9. April 1940 Gesandter in Oslo, Vom August 1940 bis Dezember 1942 Gesandter in Budapest, von 1945 bis 27. Oktober 1948 Gesandter in Santiago de Chile und vom 27. Oktober 1948 bis 1952 Gesandter in Stockholm.

## Veröffentlichungen
- L’équipée d’une légation de France (Norvège 1940). Librairie Plon, Paris, 1945.
- La Hongrie entre l’Orient et l’Occident. Hachette, Paris, 1944.
- De l’ambassade au bagne nazi. Flammarion, Paris, 1946.
- Dix années de politique française à Rome (1925–1935). In: Revue des Deux Mondes, Nr. 21, 1. November 1953.